# 洪国顺
洪国顺（1893年—1949年10月28日 †），安徽贵池莘田（今石台县丁香镇）人，祖籍安徽怀宁，中华民国大陆时期军事人物，土匪武装出身。

## 生平

### 早年经历
洪国顺是安徽贵池人，祖籍安徽怀宁。他自幼生活在贵池县南部的雷打岭（今石台县丁香镇），成年后以贩卖香油和推平板车为生。1926年，加入侯老五（侯玉山）领导的青帮组织，以梅街人青帮头目陈鼎彝为师，开始结伙抢劫。洪国顺性情凶悍、身体高大，故绰号“洪张飞”。不久，洪国顺的土匪组织成为有组织的武装匪徒，曾大肆捕杀方志敏领导的游击队和新四军战士。
1930年春季，中华民国安徽省贵池县县长王继猛收编各股土匪，成立地方武装第四中队，洪国顺任稽查，旋任二排排长，驻丁香镇。其间，因其打死了第一排排长洪炳渲被投入监狱。1934年，洪国顺越狱潜逃投奔于在巢县任区长的同乡郝斯龙当上巡官，旋因触犯了一个军长家属，被告下狱，后经其姘妇殷翠英贿赂狱头释放回家。嗣后，洪国顺经常流窜于东流、至德及贵池、安庆、石埭等地，纠集徒伙，打家劫舍，强奸民女，无恶不作。1944年，在至德县葛山镇（今东至县葛公镇）开山收徒。随后，其门徒布及邻近各县，地方豪绅富户为得到保护，相继与洪勾结。
洪国顺及其组织在贵池县南部活动，让中华民国贵池县当局惶恐不安。1945年8月，贵池县国民革命军开始围剿洪国顺，但由于国民革命军纪律涣散，故剿匪行动失败。1947年底，中华民国贵池县当局对其进行招安，任命其为贵池县第四区署联防队大队长、中国国民党贵池县政府委员、贵池县第七区署联防队副大队长，同时其属下也担任上述部队的职务。不久，洪国顺开始支持反共活动。
1949年4月21日午夜，中国人民解放军占领贵池县城池阳镇；4月22日，中华民国国军对贵池县完全失去控制。5月1日，贵池县人民政府成立，要求原国民党、日伪军等人员须进城登记。洪国顺假装登记，并加入中国人民解放军。实际上，他在十里岗一带的山丘上隐藏了一些兵力作为掩护，自己孤身一人进城窥探城内驻军，并在牌楼镇将解放军缴获的国军武器掠走。6月30日，洪国顺开始武装叛乱。

### 武装叛乱，对抗政府
自1949年6月中旬开始，洪国顺勾结当地青帮、洪帮、大刀会、一贯道等势力组建“中国人民反共自救军贵祁东至边区游击指挥部”，8月改编为“池州徽州边区指挥部”，鼎盛时期一度拥有2,000余人，3架迫击炮，2挺重机枪。
1949年9月1日，洪国顺占领白洋区公所，并宣称“拿下池州过中秋”，“第三次世界大战爆发了，国民党反攻了，共军失败了，别的地方共军已被国军消灭了”，“共产党不行了，现在要粮食准备逃跑”，“共产党要粮食是开头，以后什么都要。”与此同时，中国人民解放军华东军区对其开始镇压。9月下旬，其次子洪泽江被解放军逮捕。10月初，洪国顺的武装基本瓦解，其所辖十三个大队已有十个大队的队长向解放军投降。他本人逃到池州、徽州边界山区隐蔽。1949年10月28日晚上，被解放军击杀。贵池县人民政府县长李绍基得知洪国顺被击杀后大喜，决定将洪国顺暴尸于殷汇镇三日，并将其照片放大后向贵池县各乡镇示众，使当地人民大为欢呼，提高了生产的积极性。